# Заєзерце
Заєзерце (пол. Zajezierce) — село в Польщі, у гміні Заблудів Білостоцького повіту Підляського воєводства.
Населення — 63 особи (2011).
У 1975-1998 роках село належало до Білостоцького воєводства.

## Демографія
Демографічна структура станом на 31 березня 2011 року:
|          | Загалом | Допрацездатний вік | Працездатний вік | Постпрацездатний вік |
| -------- | ------- | ------------------ | ---------------- | -------------------- |
| Чоловіки | 34      | 3                  | 26               | 5                    |
| Жінки    | 29      | 5                  | 20               | 4                    |
| Разом    | 63      | 8                  | 46               | 9                    |